# Saori Miyazaki
Saori Miyazaki (jap. 宮崎早織 Miyazaki Saori; ur. 27 sierpnia 1995) – japońska koszykarka, występująca na pozycji rzucającej, reprezentantka kraju, wicemistrzyni olimpijska, mistrzyni Azji, obecnie zawodniczka Eneos Sunflowers.

## Osiągnięcia
Stan na 17 listopada 2022, na podstawie, o ile nie zaznaczono inaczej.

### Drużynowe
- Mistrzyni Japonii (2015–2019)[3][4][5][6][7]
- Wicemistrzyni Japonii (2021)[8]
- Zdobywczyni Pucharu Cesarzowej (2019–2022)[7][9][8][10]

### Indywidualne
- Zaliczona do I składu ligi japońskiej (2021)
- Uczestniczka meczu gwiazd ligi japońskiej (2019)[7]

### Reprezentacja
- Mistrzyni Azji (2021)[11]
- Wicemistrzyni olimpijska (2020)[12][13][14]
- Brązowa medalistka igrzysk azjatyckich (2018)[15]
- Uczestniczka:
  - mistrzostw świata (2022 – 9. miejsce)[16]
  - kwalifikacji do mistrzostw świata (2022)

Młodzieżowe
- Mistrzyni Azji U–16 (2011)[17]
- Wicemistrzyni Azji U–18 (2012)[18]
- Uczestniczka mistrzostw świata U–17 (2012 – 4. miejsce)[19]